# George Henry Mackenzie
George Henry Mackenzie (ur. 24 marca 1837 w Bellefield w Szkocji, zm. 14 kwietnia 1891 w Nowym Jorku) – szkocko-amerykański szachista. Urodzony w Szkocji, wykształcenie otrzymał w Aberdeen Grammar School, studiował także we Francji oraz Prusach.

## Zwycięstwa turniejowe oraz meczowe
- 1862 – handicap london tournament
- 1862 – mecz z George’em MacDonnellem(inne języki) (+6-3=2)
- 1865 – new york chess contest 1865
- 1866 – new york chess contest 1866
- 1866 – I mecz z Gustavem Reichhelm (+5-0=1)
- 1867 – new york chess contest 1867
- 1867 – II mecz z Gustavem Reichhelm (+7-0=2)
- 1868 – new york chess contest 1868
- 1871 – american chess congress II, Cleveland
- 1874 – american chess congress III, Chicago
- 1880 – american chess congress V, Nowy Jork
- 1886 – mecz z Samuelem Lipschützem (+5-3=5)
- 1887 – V german championship Frankfurt am Main
- 1888 – V scottish championship Glasgow

W 1883 roku Mackenzie rozegrał także mecz towarzyski z Wilhelmem Steinitzem (+1-3=2). Według retrospektywnego rankingu Chessmetrics zajmował III miejsce na świecie w latach 1881 i 1882.